# Andy McCluskey
Andy McCluskey (Heswall, 24 juni 1959) is een Brits musicus, songwriter en producer.

## OMD
Andy McCluskey is een van de oprichters van Orchestral Manoeuvres in the Dark, ook bekend onder de afkortingen OMD of O.M.D. Hij is naast zanger ook bassist van de band.
Hoewel in 1978 opgericht, ging de band in 1989 uit elkaar. McCluskey leidde de band vanaf 1990 alleen, maar behield de rechten op de bandnaam. Sinds 2007 tourt hij opnieuw met OMD in de originele bezetting met de medeoprichter Paul Humphreys.

## Atomic Kitten
McCluskey richtte in 1998 de meidengroep Atomic Kitten op en werkte tot 2002 als een songwriter en producer voor veel van de nummers van de band. Hun eerste nummer één-hit, Whole Again, werd door hem geschreven en genomineerd voor de Ivor Novello Award 2002 in de internationale hit van het jaar.
- Bibsys: 3025009
- Biblioteca Nacional de España: XX1771248
- Bibliothèque nationale de France: cb140509723 (data)
- Gemeinsame Normdatei: 135336643
- International Standard Name Identifier: 0000 0001 1446 2490
- MusicBrainz: 9d47ebac-1e6e-405b-be39-9885e48a3611
- Nationale Bibliotheek van Tsjechië: xx0240128
- Nederlandse Thesaurus van Auteursnamen: 070126186
- Système universitaire de documentation: 158199235
- Virtual International Authority File: 64208812
- WorldCat: E39PBJpV3j4vcgfk3Xx4vxGyh3